# UFD1L
UFD1L‏ (Ubiquitin recognition factor in ER associated degradation 1) هوَ بروتين يُشَفر بواسطة جين UFD1L في الإنسان.